# Épidémiologie

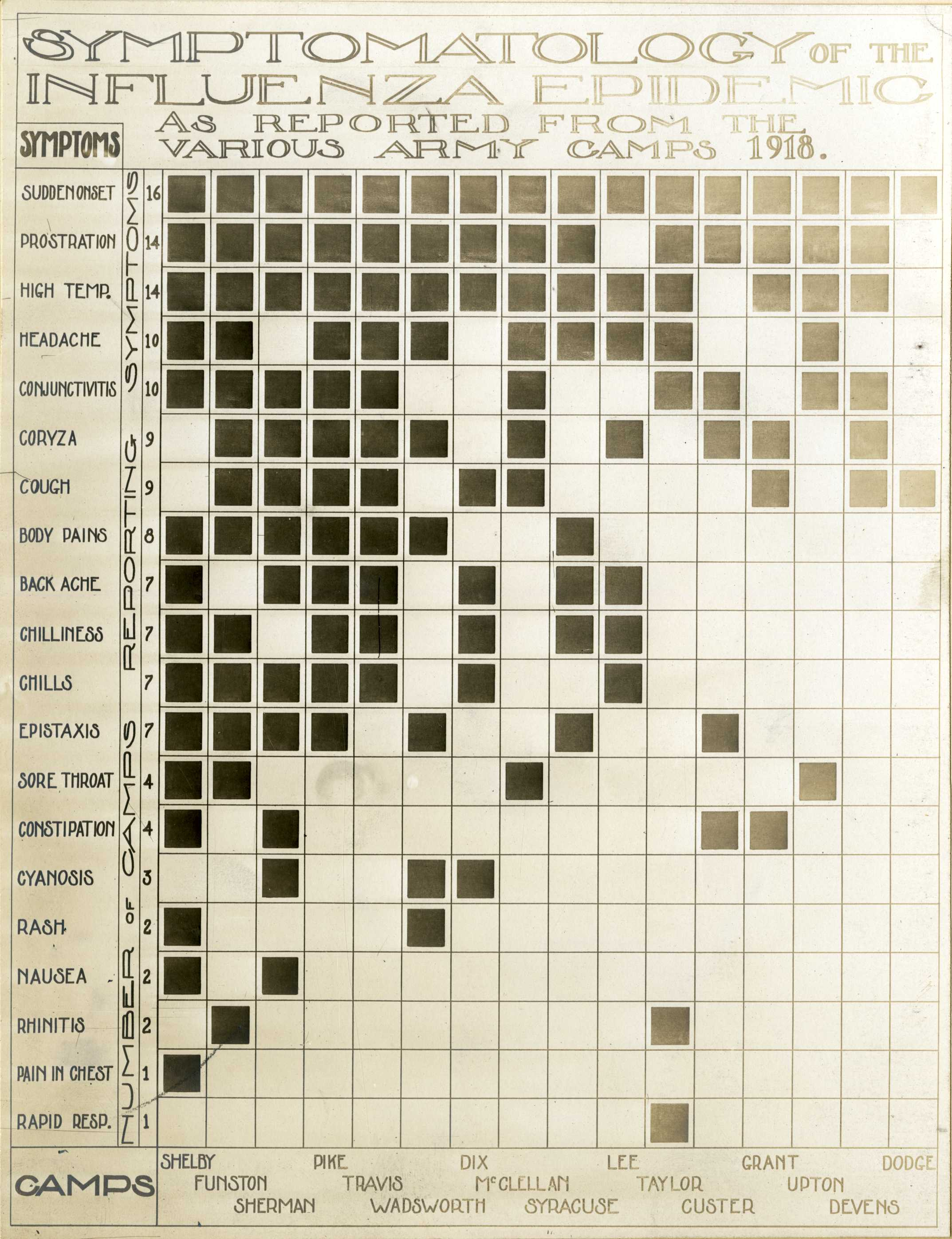
Tableaux statistiques (archives américaines) présentant les symptômes de l'épidémie de la grippe de 1918 tels que décrits par les médecins de différents camps de l'armée alliée en France.

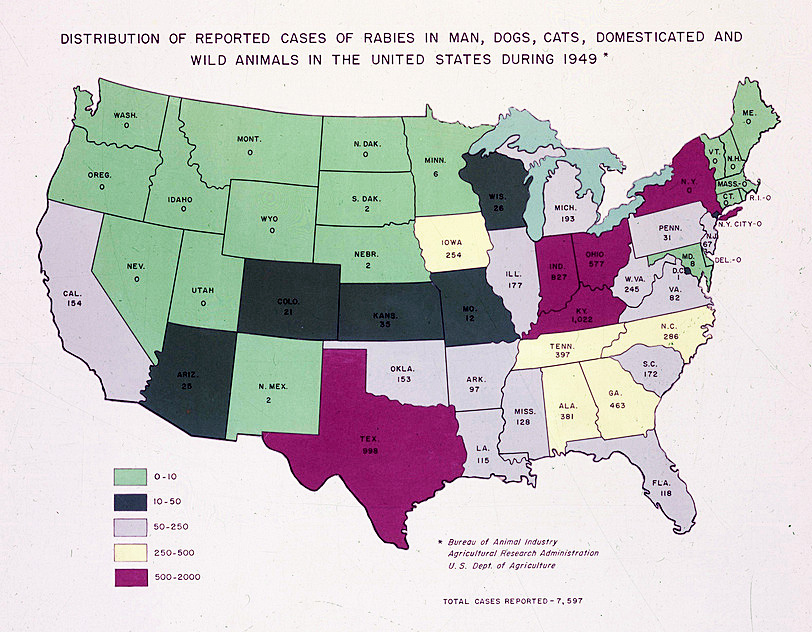
Epidémiologie de la rage ; Cartographie de distribution des cas, par États (en 1949) ; Archives médicales militaires américaines.

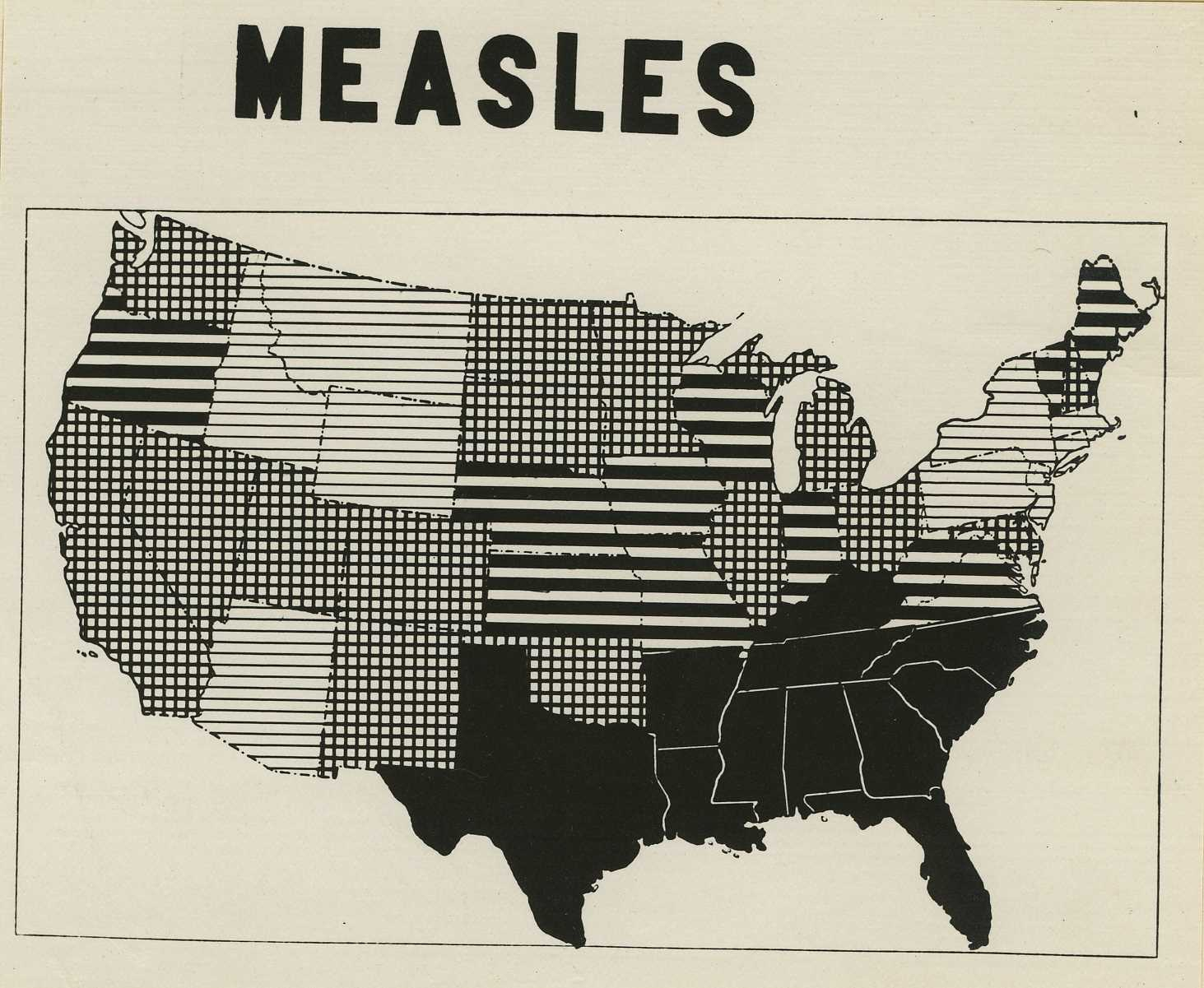
Epidémiologie de la rougeole ; cartographie pour les États-Unis de l'importance d'une épidémie de rougeole, sur la base des taux d'admission pour 1000 personnes/an d'hommes blancs enrôlés dans l'armée d'avril à décembre 1917 ; Archives médicales militaires américaines

L'épidémiologie est une discipline scientifique qui étudie les problèmes de santé dans les populations humaines, leur fréquence, leur distribution dans le temps et dans l’espace, ainsi que les facteurs exerçant une influence sur la santé et les maladies de populations.
L'étude de la répartition et des déterminants des événements de santé sert de fondement à la logique des interventions faites en matière de santé publique et de médecine préventive.
La reconnaissance de l'épidémiologie comme champ d'étude est relativement récente, puisque la première étude significative remonte à 1854. Cependant, l'épidémiologie est l'un des piliers de la santé publique et de la médecine à travers l'histoire.
Les approches des épidémiologistes sont variées : elles vont de l'« étude de terrain » (au cœur de la communauté, souvent dans un service de santé publique) au front de la recherche et de la lutte contre l'émergence des maladies en passant par la modélisation et la veille sanitaire.

## Étymologie
Le mot « épidémiologie » provient du grec epi = « au-dessus », « parmi » ; demos = « peuple », « district » ; et logos = « mot », « discours ». Ceci peut suggérer que l'épidémiologie ne s'appliquerait qu'aux populations humaines , mais le terme est également utilisé pour des études de populations animales (« épidémiologie animale », « épidémiologie vétérinaire ») ou végétales (« épidémiologie végétale ») ou même pour des études portant sur l'ensemble des organismes vivants (« éco-épidémiologie » ou « épidémiologie environnementale »).

## Vocabulaire
Bien que le terme « épizootiologie » soit disponible, et ait toujours été appliqué à des études sur des populations végétales (« épidémiologie botanique »), le terme « épiphytologie » n'est pas employé en français.
On parle aussi d'« éco-épidémiologie » pour désigner l'identification, l’évaluation et la prévention des risques environnementaux au sein des populations et des collectivités (OMS 1994).

## Principes
Les études épidémiologiques sont en général réparties en trois catégories, ou comportent trois parties :
- descriptive : recueille des informations sur le nombre de cas et les caractéristiques d'une maladie ;
- analytique : recherche les déterminants de cette maladie (vise habituellement à proposer et/ou vérifier des hypothèses de liens de cause à effet susceptibles de déboucher sur des propositions de solution) ;
- évaluative : mesure l'impact d'une politique de santé publique destinée à contrôler cette maladie.

Ces études peuvent être menées directement au sein des populations (elles sont alors dites d'observation), ou dans un cadre contrôlé (elles sont alors dites expérimentales, un terme souvent synonyme d'essais cliniques ou communautaires de traitements et autres interventions).
Les études épidémiologiques analytiques qui évaluent le risque relatif sont de trois types :
- étude de cohorte ;
- étude cas-témoins ;
- études expérimentales ou essais : essais randomisés contrôlés ouverts quand le traitement est connu de tous, en simple aveugle (ou simple insu) quand seuls les patients ignorent la nature du traitement, en double aveugle quand patients et médecins ignorent la nature du traitement.

## Histoire
Hippocrate peut être considéré comme le premier épidémiologiste,. Dans son traité Air, eaux, lieux, il pense que les maladies résultent d’un déséquilibre des quatre humeurs liées aux quatre éléments : soigner un malade consiste donc à rééquilibrer les humeurs et donc le corps en supprimant ou en rajoutant l’humeur en cause. Cette analyse qui tente de relier les facteurs environnementaux aux maladies humaines, le conduit à l’invention de la saignée et des régimes alimentaires en médecine. Il crée les termes endémiques pour les maladies liées à certaines régions et épidémiques pour les maladies liées à certaines périodes.
L'épidémiologie en tant que discipline scientifique voit le jour au milieu du XVIIe siècle avec les travaux de William Petty et John Graunt qui conçoivent de nouvelles méthodes biostatistiques pour analyser les bulletins de mortalité (en) hebdomadaires de Londres.
Elle ne prend une orientation nettement quantitative et politique qu'au XIXe siècle, à la suite, d'une part, d'une rencontre entre le mouvement statistique et les théories des probabilités, et, d'autre part, des réformes sanitaires entreprises dans un contexte de lutte antituberculeuse et d'hygiénisme. Elle s'enrichit aussi des rapports de médecins ayant embarqué sur des navires négriers ou soigné des soldats sur le champ de bataille, des prisonniers ou des ouvriers des plantations coloniales,. L'Epidemiological Society of London (en) est créée en 1850.
Le savant belge Adolphe Quetelet « est considéré comme le fondateur de la statistique moderne des populations, discipline-mère de l'épidémiologie, de la statistique, de l'économétrie… Avec William Farr, l'épidémiologie s'affirme en tant que domaine à part entière de la statistique, étudiant les causes des décès et la façon dont celles-ci varient avec l'âge, le sexe, la saison, le lieu de résidence ou la profession ». Farr, en montrant l'importance de la cohorte épidémiologique pour les risques, peut être considéré comme le fondateur de la surveillance épidémiologique.
Le Dr John Snow, disciple de Farr, est célèbre pour avoir publié un compte rendu détaillé de l'épidémie de choléra de 1854 dans le district de Soho à Londres, recensant le domicile de toutes les victimes. Cela lui permit d'incriminer l'eau de boisson distribuée par une fontaine publique de Broad Street comme cause de l'épidémie. Il retire le manche de la pompe à eau, ce qui met fin à l'épidémie. Cet événement majeur de l'histoire de la santé publique peut être considéré comme l'acte fondateur de l'épidémiologie.
Un des premiers médecins à avoir utilisé les statistiques en médecine pour tester une hypothèse sur une étiologie d'une maladie, à savoir la fièvre puerpérale, est Ignace Philippe Semmelweis. Celui-ci propose à ses contemporains de se laver les mains dans une solution d'hypochlorite (de l'eau de Javel) et stérilise ses instruments de chirurgie. Il présente son travail dans un livre, Die Aetiologie, der Begriff und die Prophylaxis des Kindbettfiebers, publié en 1861. Malheureusement, l'opposition manifestée par ses contemporains ne permet pas de faire avancer ses idées. Il envoie à ses frais son livre à tous les chefs de clinique de gynéco-obstétrique de son époque,,…
Au XIXe siècle apparaît l'épidémiologie sociale avec la querelle entre les contagionnistes et les anticontagionnistes (ces derniers utilisant la théorie des miasmes pour privilégier les facteurs environnementaux comme cause première des maladies). Ainsi le médecin Louis René Villermé met en évidence en 1826 que les plus grandes mortalités dans les quartiers ne proviennent pas de facteurs environnementaux comme l'insalubrité des logements mais de la pauvreté des habitants.
Au début du XXe siècle, des méthodes mathématiques sont introduites en épidémiologie par Ronald Ross, W.O Kermarck et A.G. McKendrick,,. Peu après, d'autres auteurs publient des modèles mathématiques en épidémiologie (Bailey, Muench, Anderson, Gray…).
Une des premières études cas-témoins est réalisée par Janet Lane-Claypon en 1912. L'étude des cas de cancers du sein, publiée en 1926, compare statistiquement un groupe de personnes souffrant de ce cancer et un groupe témoin de personnes en bonne santé.
La grippe espagnole tue plus de gens que toute la Première Guerre mondiale. Avec l'apparition de maladies nosocomiales et d'une antibiorésistance préoccupantes, conjointement à une capacité accrue des microbes à circuler de plus en plus rapidement autour de la planète, la veille écoépidémiologique et l'accès rapide à des informations transparentes et valides deviennent un enjeu majeur. Et l'information doit être de nature scientifique, et non déformée ni orientée par des entités défendant des intérêts politiques ou économiques, comme le montrent les médecins britanniques Doll et Bradford Hill dans une publication de 1956 fournissant enfin un support statistique à la suspicion d'un lien entre tabagisme et cancer du poumon.
Le développement de vagues successives de maladies émergentes susceptibles de devenir pandémiques puis des liens de plus en plus évidents entre santé et environnement ont généré de nouveaux besoins en matière d'épidémiologie environnementale et d'éco-épidémiologie (dans le cadre de l'étude des maladies zoonotiques notamment) ; un des enjeux pour le XXIe siècle est d'améliorer l'« épidémiologie d'intervention » et l'interdisciplinarité, notamment via une collaboration accrue du monde médical avec le monde vétérinaire en matière d'épidémiologie et d'éco-épidémiologie, car la plupart des maladies émergentes préoccupantes sont liées à l'environnement et souvent à des réservoirs issus du monde animal. Parfois, ce sont les microbes de l'homme qui peuvent aussi infecter les animaux d'élevage et sauvages. Ainsi, via l'OMS ou des instances plus régionales et locales et grâce aux nouveaux outils informatiques (NTIC), des réseaux d'échanges d'information ou de veille spécialisée (par exemple sur la grippe aviaire) se construisent.
Dans le contexte de la mondialisation et d'une information mieux partagée, l'épidémiologie prend une dimension planétaire et plus écoépidémiologique, en intégrant aussi un risque de bioterrorisme ; et — alors que le risque évolue dans l'espace et dans le temps — on constate l'émergence d'une « géographie de la transition épidémiologique » et d'outils permettant de nouvelles formes d'épidémiologie, dont une épidémiologie participative à grande échelle qui pourrait s'inspirer des sciences participatives et s'appuyer sur des bases de données open data mais sécurisées du point de vue de la protection des données à caractère personnel.
Dans le cas des maladies infectieuses, l'épidémiologie doit tenir compte du fait que les microbes évoluent. Un des buts de l'épidémiologie évolutive est de capturer cette boucle de rétroaction : l'évolution microbienne modifie la manière dont les maladies se propagent et, en retour, l'épidémiologie façonne les pressions de sélection subies par les microbes. Ceci est la clé pour comprendre l'évolution de la résistance aux traitements ou l'évolution de la virulence.

## Limites
Outre les difficultés inhérentes à l'observation de la santé à l'échelle d'une population, la protection des droits du patient, comme le secret protégeant les données de laboratoires et d'installations à risque ou de certains états sont à la fois des garanties de liberté individuelle et des freins à une gestion optimale des crises.
Deux exemples peuvent illustrer le caractère éthiquement délicat des grandes approches épidémiologiques :
- un nouveau système d’information médicale « MédISys »[26] a été lancé par la Commission européenne en août 2007, pour analyser presque en temps réel, et pour 3 thèmes (« maladies », « bioterrorisme » et « autres menaces »), les données collectées en 32 langues sur plus de 1 000 sites internet d’actualités, et de 120 sites de santé publique. Il devrait permettre aux autorités sanitaires de donner des réponses plus rapides et efficientes aux crises existantes et à venir, y compris dans les domaines des accidents du travail, et du bioterrorisme, mais permet d'éventuelles erreurs susceptibles d'affecter les droits individuels ;
- aux États-Unis, la plus vaste des études épidémiologiques sur la santé des enfants (SSC, qui signifie National Childrens's Study) a été lancée, sur 25 ans, après avoir été autorisée en 2004. Cette étude est supportée par le National Institute of Child Health and Human Development, qui espère en tirer d'importants enseignements sur l'asthme, le diabète, l'obésité, mais aussi les troubles du comportement, sujet dont les implications éthiques sont plus délicates en matière de suivi et d'exploitation des données accumulées.

## Vecteurs principaux
- Eau, air, sol, aérosol
- Aliments
- Contacts au sein d'une seule ou entre plusieurs espèces vivantes, dont :
  - contacts interhumains (contagion),
  - contacts animal-homme (zoonoses)
- Respiration, postillons…
- Piqûres ou morsures
- Ectoparasites
- Endoparasites
- Vent
- Atmosphère confinée
- Bioconcentration de polluants anthropiques
- Bioconcentration de toxines (ex. : neurotoxines) animales, fongiques, végétales ou bactériennes stables (ex. : Syndrome de Guam)

## Organisation mondiale
L'Organisation mondiale de la santé (OMS), l'Organisation mondiale de la santé animale (OIE), l'Organisation des Nations unies pour l'alimentation et l'agriculture (FAO) sous l'égide de l'Organisation des Nations unies (ONU) jouent un rôle de veille permanente et d'organisation de la veille épidémiologique. Les centers for disease control and prevention (CDC) en sont les relais territoriaux aux États-Unis.
En Europe, après avoir constaté en 2003 que l'Union européenne (UE) n'était pas prête à réagir correctement à une épidémie de type pneumonie (syndrome respiratoire aigu sévère, SRAS), un Centre européen pour la prévention et le contrôle des maladies (ECDC) a été créé par le parlement européen en 2005 avec pour mission, notamment, de réagir au risque de pandémie lié au H5N1. L'ECDC est basé à Stockholm. Un centre de crise y a été créé le 4 mars 2008, officialisant une cellule de veille activée dès mai 2007.
(200 personnes y travaillaient début 2008, 300 étant prévues fin 2008, s'appuyant sur un budget de 40 millions d'€ pour 2008, soit + 48 % par rapport à 2007).
Le centre qui fonctionne avec trois niveaux d'alerte (0 = « normal », 1 à 2 ; ressources extérieures requises), examine chaque jour les menaces pour l'Europe sur la base des données qu'il récolte directement ou à partir de blogs, listes de distribution, médias, rapports d'hôpitaux, tout en assurant une veille sur les maladies infectieuses se déclarant hors-Europe.